# Babydoll

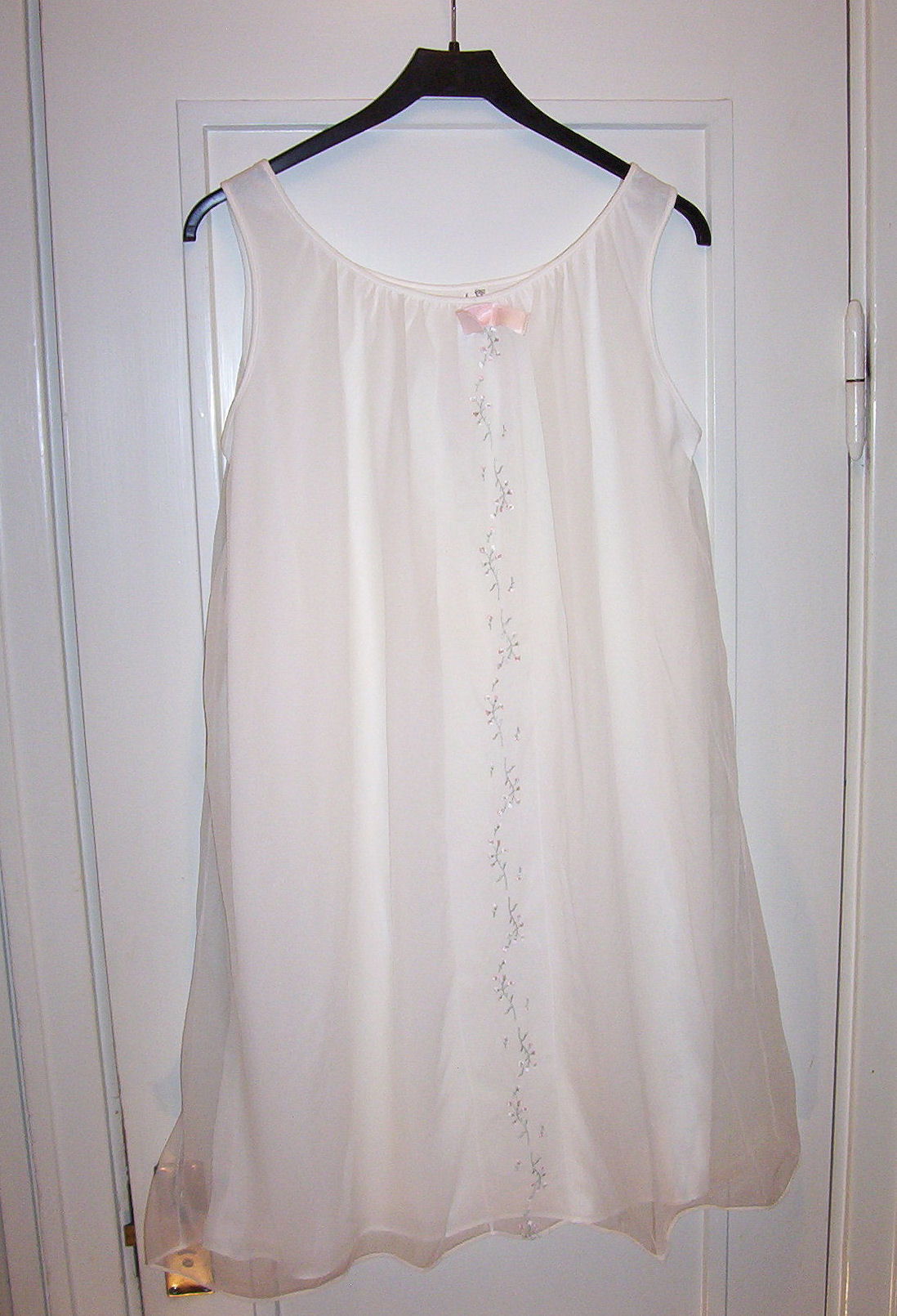

Babydoll é uma roupa de dormir, geralmente usada por mulheres. É utilizada também como peça de sedução feminina.
Um Babydoll é parecido com uma camisola. Possui diversos desenhos, na maioria das vezes mais românticos, em outras, com desenhos de flores, estrelas, etc.  
Babydoll foi criada na Inglaterra, em 1756, e hoje em dia pode ser encontrado em guarda-roupas de muitas mulheres do mundo inteiro. 